# جاي آدامز
جاي آدامز (بالإنجليزية: Jay Adams)‏ هو متزلج لوحي أمريكي، ولد في 3 فبراير 1961 في لوس أنجلوس في الولايات المتحدة، وتوفي في 14 أغسطس 2014 في Puerto Escondido, Oaxaca ‏ في المكسيك بسبب نوبة قلبية.

## وصلات خارجية
- جاي آدامز على موقع IMDb (الإنجليزية)
- جاي آدامز على موقع ديسكوغز (الإنجليزية)
- جاي آدامز على موقع قاعدة بيانات الفيلم (الإنجليزية)